# Gardenia schlechteri
Gardenia schlechteri là một loài thực vật có hoa trong họ Thiến thảo. Loài này được Bonati & Petitm. mô tả khoa học đầu tiên năm 1907.